# Kathryn (skipjack)
Le Kathryn est un skipjack  de la baie de Chesapeake, qui a été construit à Crisfield, dans le Maryland, en 1901. Le bateau est réputé être l'un des skipjacks les plus rapides de la baie. Il a été désigné National Historic Landmark le 19 avril 1994 et fait partie d'un petit nombre de bateaux plus âgés à survivre en condition de travail. C'est un bateau de pêche traditionnel de la baie, sloop à deux voiles équipé d'une dérive.
Le skipjack est devenu Bateau d'État en 1985  

## Historique
Le Kathryn est un modèle typique de la baie de Chesapeaket mais, comme tous les skipjacks actuels, il est équipé d'une plaque de poussée montée à l'arrière pour permettre l'utilisation d'un canot à moteur pousseur, ainsi que de bossoirs.

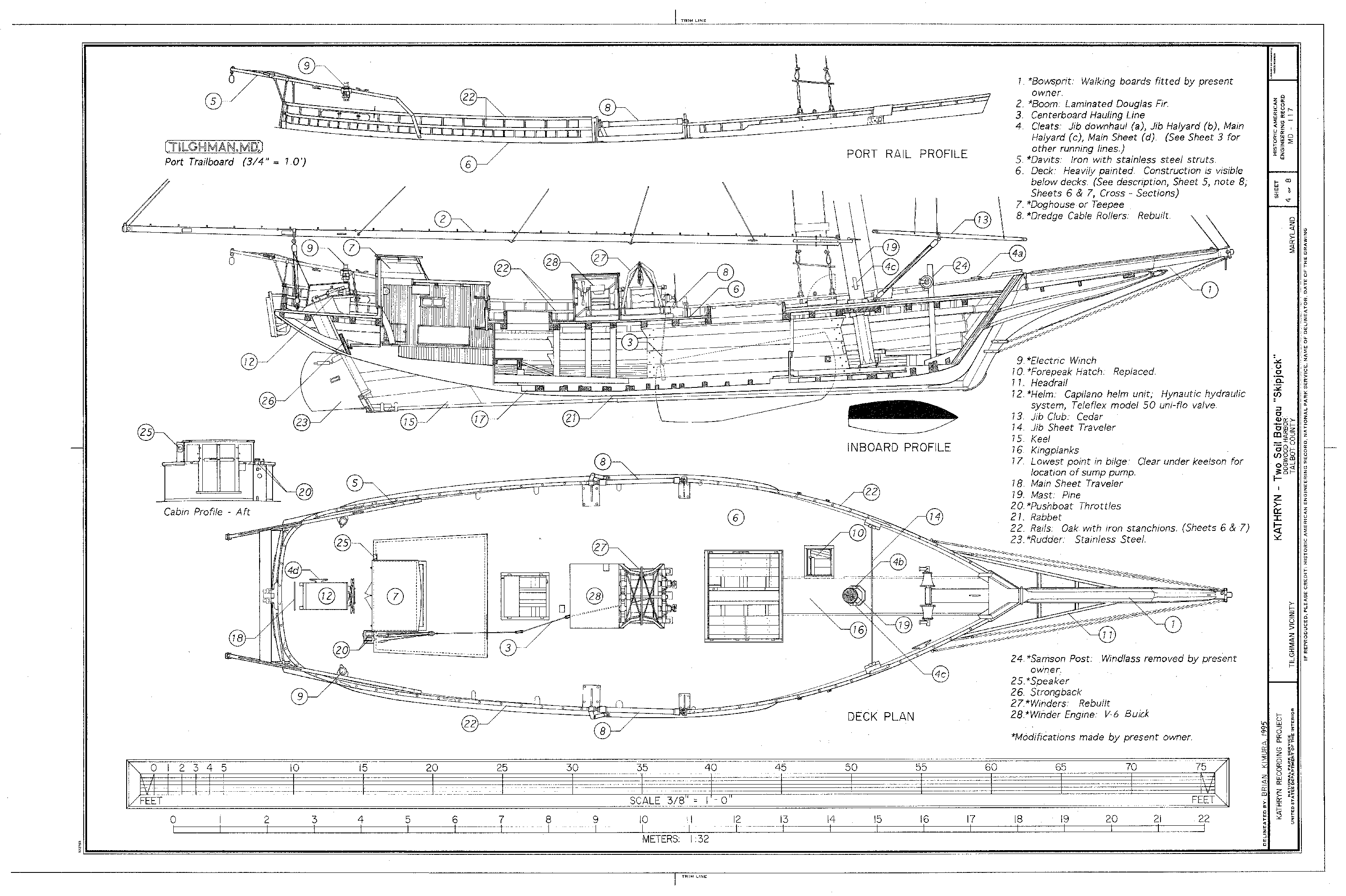
Kathryn, plan de pont et coupe

Le Kathryn porte un gréement standard de sloop avec un mât incliné, de 20 m de haut et30 cm de diamètre, portant un foc et une grand-voile à tête de foc. La grand-voile est lacée à la bôme et est portée sur des arceaux en bois sur le mât. Exceptionnellement. L'arrière de la cabine a été agrandi pour mieux protéger le barreur.
Kathryn  a changé plusieurs fois de propriétaires et de port d'attache. Il a reçu une reconstruction majeure en 1954 au Krentz Marine Railway à Harryhogan (Virginie). Son dernier propriétaire de Dames Quarter (Maryland) l'a acheté en 2008 et a effectué sa restauration.

## Galerie

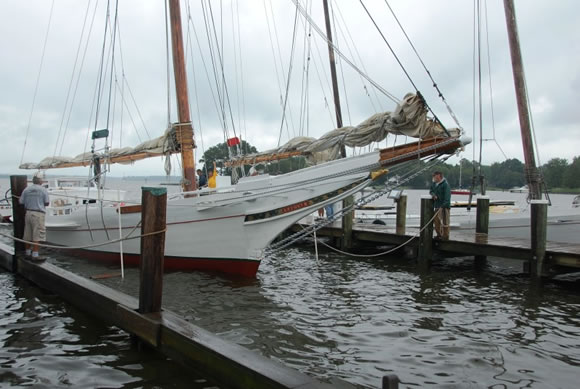
Skipjack Kathryn
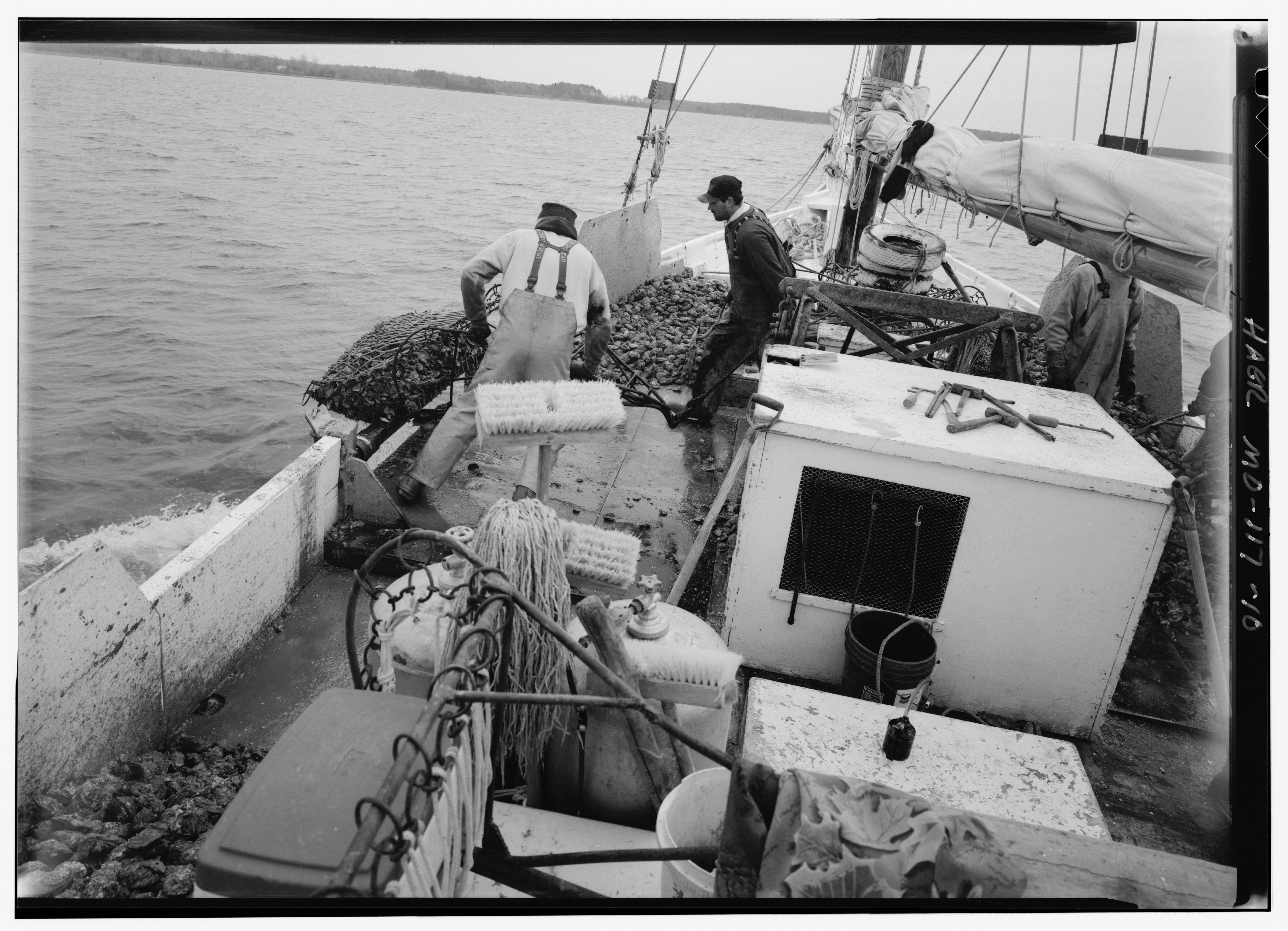
Travail de dragage des huitres
Matériel de dragage